# Chilesaurus
Chilesaurus là một chi khủng long chân thú ăn thực vật. Đây là chi đơn loài, loài duy nhất (và cũng là loài điển hình) là Chilesaurus diegosuarezi. Chilesaurus sống cách nay khoảng 145 triệu năm trước (mya) vào thời kỳ kỷ Jura tại Chile.